# Saxifraga engleriana
Saxifraga engleriana är en stenbräckeväxtart som beskrevs av H. Sm.. Saxifraga engleriana ingår i Bräckesläktet som ingår i familjen stenbräckeväxter. Inga underarter finns listade i Catalogue of Life.